# 燕雀

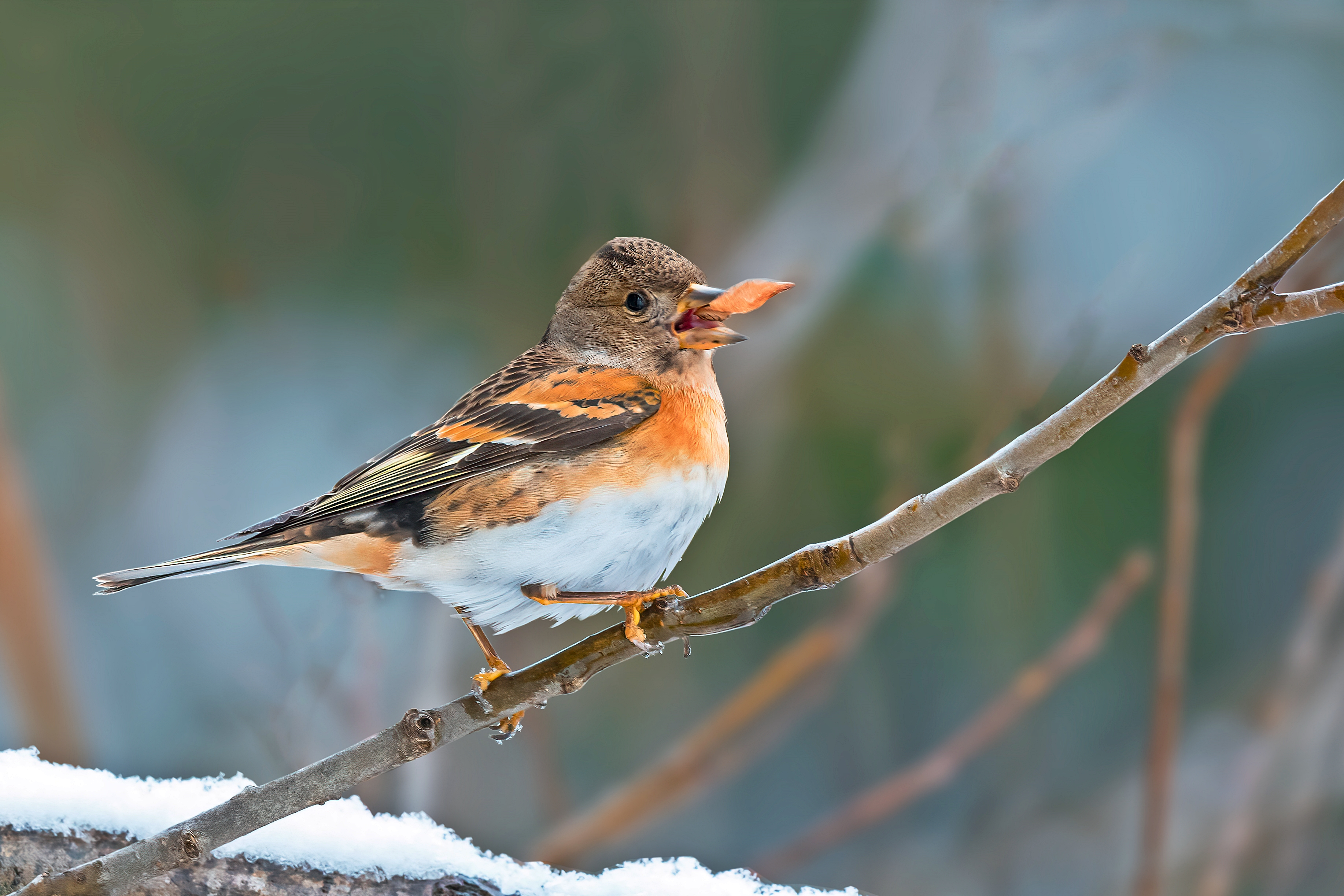
花雀 帕哈爾加姆, 阿納恩特納格, 查謨和克什米爾

为燕雀科燕雀屬的鸟类，俗名虎皮雀、花鸡。花雀分布廣泛，且為候鳥，經常可見到成群的大型遷徙隊伍。

## 分類
1758年，卡爾·林奈將該物種收錄於他的《自然系統第十版》自然系統，並沿用其現行的二名法名稱 Fringilla montifringilla。 Montifringilla 源自拉丁文，mons, montis 意指山，而 fringilla 是指雀鳥。 英文俗名為 "bramlyng" （Bram “大聲” + lyng “肺”） 最早於1544年由英國自然學家威廉·特納所使用，但在16世紀後期改為目前的拼法 "brambling"。 該名稱的詞源不明，因為這種鳥與黑莓（bramble） 並無關聯。

## 描述
花雀的體型和外形與蒼頭燕雀相似。繁殖期的雄性花雀非常有辨識度，牠們擁有黑色的頭部、深色的上半身、橙色的胸部和白色的腹部。雌鳥和年輕鳥的外觀較為樸素，且與部分普通花雀更為相似。無論在哪個羽毛階段，花雀與蒼頭燕雀在多個特徵上有所不同：
- 花雀的腰部為白色，而蒼頭燕雀的腰部則是灰綠色；
- 花雀的胸部是橙色，與白色腹部形成鮮明對比，而蒼頭燕雀的腹部顏色更為統一（粉色或淡褐色）；
- 花雀的肩羽為橙色，而蒼頭燕雀的肩羽則是灰色或灰褐色；
- 花雀的體側有深色斑點，而蒼頭燕雀的體側則是素色；
- 花雀缺少蒼頭燕雀的白色外側尾羽。

除了繁殖期的雄鳥外，所有羽毛階段的另一個差異是喙的顏色——花雀的喙為黃色，而蒼頭燕雀的喙則是淡粉色（繁殖期的雄性花雀喙為黑色，而相應羽毛階段的蒼頭燕雀喙為灰色）。
測量數據：
- 長度: 16 公分[11]
- 重量: 23-29 克[11]
- 翼展: 25–26 公分[12]

## 分佈與棲地

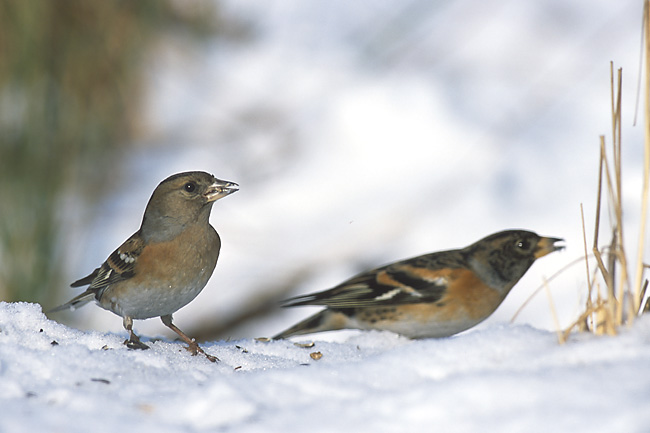
雄鳥與雌鳥 波蘭

花雀在繁殖季節廣泛分布於北歐洲的森林以及向東的古北界地區。牠們是候鳥，冬季遷徙至南歐、北非洲、北印度、北巴基斯坦、中國及日本。 在遷徙途中，牠們經常迷路飛入阿拉斯加，在美國北部和加拿大南部也有零星紀錄。 全球花雀的數量大約在1億至2億之間，並呈現下降趨勢。
繁殖時期牠們偏好開闊的針葉樹或樺木森林。

### 遷徙
這個物種幾乎完全是遷徙性的。在歐洲，冬季時牠們會形成大型群體，有時單一群體內會有成千上萬甚至數百萬隻鳥。 當山毛櫸種子充足時，這樣的大型集結尤為常見。雖然花雀在冬季不一定需要山毛櫸種子，但冬季的花雀群會一直遷徙，直到找到它們。這可能是為了避免與蒼頭燕雀的競爭而產生的適應性行為。

## 行為

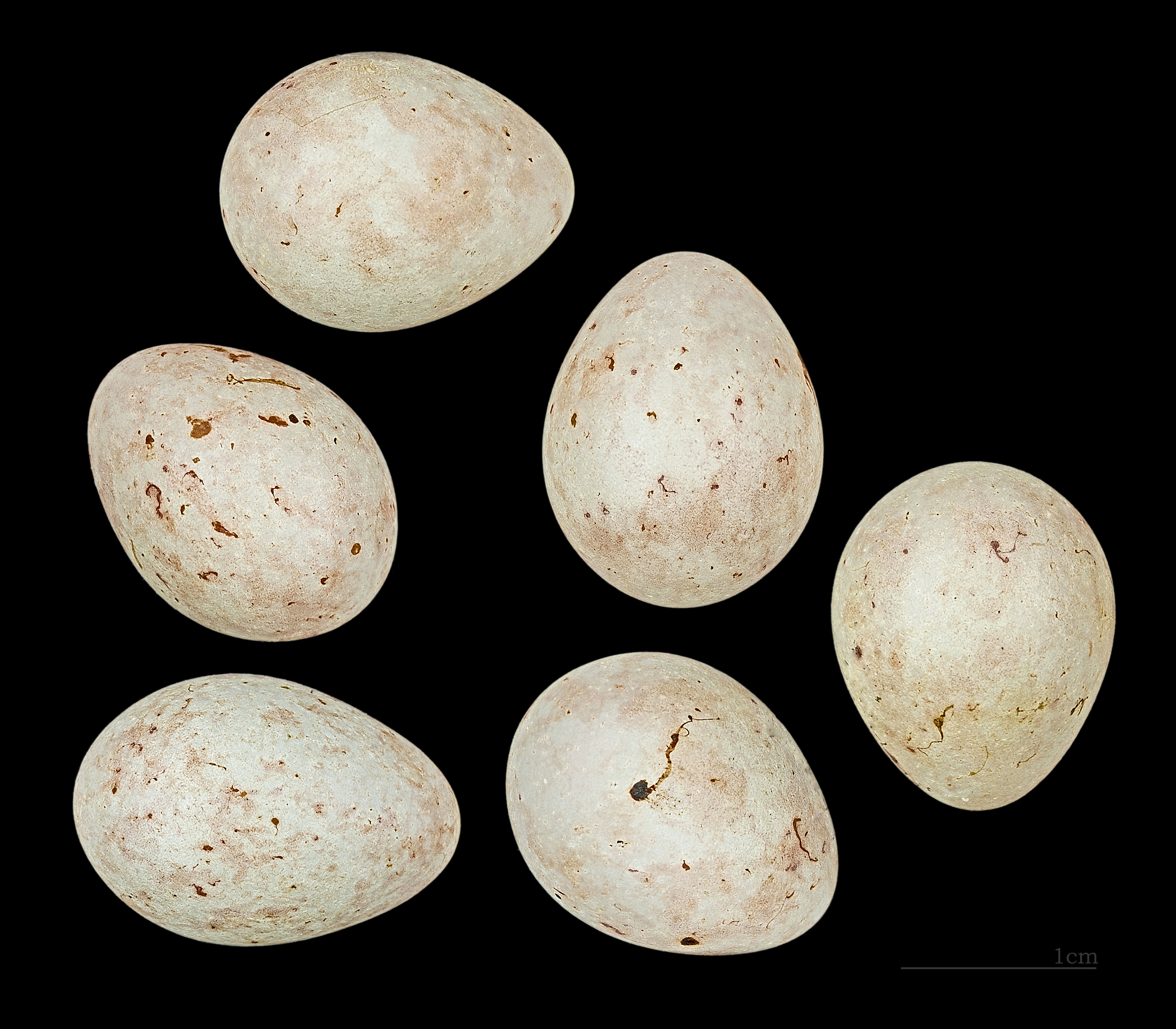
蛋 - 土魯斯博物館

### 繁殖
花雀在一歲時首次繁殖。巢通常建在高處，靠近樹幹。巢由雌鳥築造，外層可能包含地衣、草、石南、蜘蛛網以及來自樺木或杜松的樹皮條。巢的內部鋪有羽毛、柔軟的草和毛髮。蛋會每日產下一枚，巢中通常有5到7枚蛋。蛋的顏色從淡藍到深橄欖棕不等，並帶有粉紅色到鐵鏽紅的斑點。蛋的平均尺寸為19.4 mm × 14.5 mm（0.76英寸 × 0.57英寸），計算得出的重量為2.14 g（0.075 oz）。從最後一枚蛋產下後開始，雌鳥開始孵蛋，11到12天後小鳥孵化。幼鳥由雙親共同餵養和照顧，並在13到14天後離巢。每年通常只繁殖一次，但在俄羅斯西北部有時可以繁殖兩次。
巢可能會受到小嘴烏鴉（Corvus corone） 和北噪鴉（Perisoreus infaustus） 的掠食。巢也常被大杜鵑（Cuculus canorus） 寄生。

### 食物與覓食
花雀在冬季主要以種子為食，夏季則以昆蟲為食。